# Básztet
Básztet az ókori egyiptomi vallás egyik istennője. Kultuszának központja Per-Basztet (görögül: Bubasztisz). Eleinte oroszlán-, majd macskaformában ábrázolták.
Básztet kultusza a II. dinasztia idejére nyúlik vissza. Ekkor oroszlán formában Alsó-Egyiptom, Ré napisten és a fáraó védelmező istennőjeként imádták. Emiatt a Nappal hozták összefüggésbe (ezt mutatják címei is: A láng úrnője és Ré szeme), de a görögök később holdistennőként tekintettek rá. Neve felfalót jelent, eredetileg Bászt formában használták, később írták Básztetnek; mivel így neve hasonlított az illatos olajok tégelyét jelentő szóra, Básztetet elkezdték a parfümök, illatszerek istennőjeként is tisztelni. 

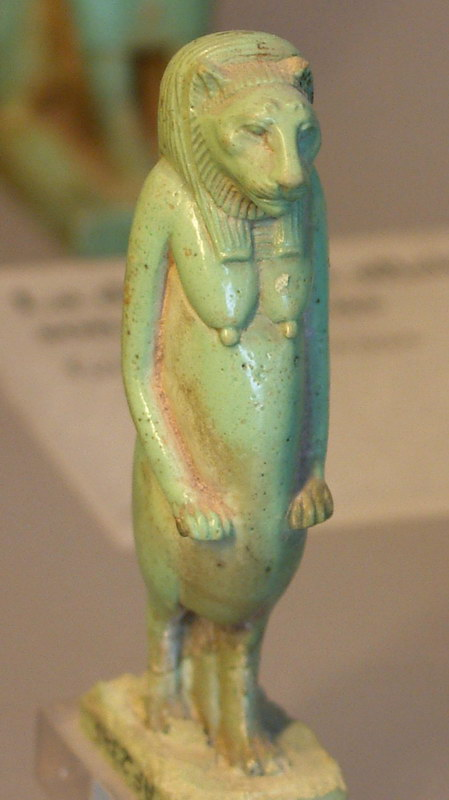
Básztet oroszlánként

Básztet gondolatbeli társítása az illatszerekkel, valamint az, hogy Alsó-Egyiptom vesztesként került ki az Alsó- és Felső-Egyiptom közti háborúkból, oda vezetett, hogy az istennő lassanként veszített vérszomjasságából, és a középbirodalom idején már inkább házi macskaként ábrázolták, bár néha oroszlánálarcot tartott a kezében, elfojtott vadságát jelképezve. A macskákkal való társítása révén jó anyának tartották, és időnként kiscicákkal ábrázolták. A gyermekre vágyó nők gyakran viseltek olyan amulettet, ami Básztetet ábrázolta annyi kiscicával, ahány gyermeket szeretett volna.
Az ókori Egyiptomban nagy tiszteletben tartották a macskákat, részben azért, mert az elszaporodó rágcsálók komoly gondokat tudtak okozni a gabonaraktárakban, részben azért, mert a macskák a rágcsálókon kívül a kígyókat is megölték. Emiatt gazdáik gyakran aranyékszerekkel díszítették a macskákat, engedték, hogy a gazdájuk tányérjából egyenek, és ha elpusztultak, az egész család meggyászolta őket. Básztetet macskaistennőként emiatt nagy tiszteletben tartották, és az elpusztult, bebalzsamozott macskákat az ő per-baszteti templomába vitték eltemetni. A régészeti feltáráskor több mint 300 000 macskamúmiát találtak itt.
Az újbirodalom idején, mikor a vad oroszlánisten, Mahesz is az egyiptomi istenek egyike lett, Básztetet macska- és oroszlánistennőként és a föld védelmezőjeként Alsó-Egyiptomban Mahesz anyjának kezdték tekinteni. Felső-Egyiptomban az ottani vérszomjas oroszlánistennő, Szahmet lett az anyja.
Gyakran hozták összefüggésbe Alsó-Egyiptom fő védőistennőjével, Uadzsettel is, és végül Uadzset-Basztet néven említették őket (Felső-Egyiptomban ugyanígy azonosították a védőistennőt, Nehbetet Szahmettel). Végül Mut, az egyre jelentősebbé váló anyaistennő olvasztotta magába először Uadzset-Basztet, majd Szahmet-Nehbet tulajdonságait is. Az egyiptomi vallás története során többször is előfordult a hasonló tulajdonságú, helyi jelentőségű istenek „egyesítése”. Az istenek azonosítása némi zavarhoz vezetett, például többüket is illették A szisztrum úrnője címmel, ami eredetileg Hathoré volt (akit később Ízisz egyik aspektusának tekintettek, ahogy Mutot is).

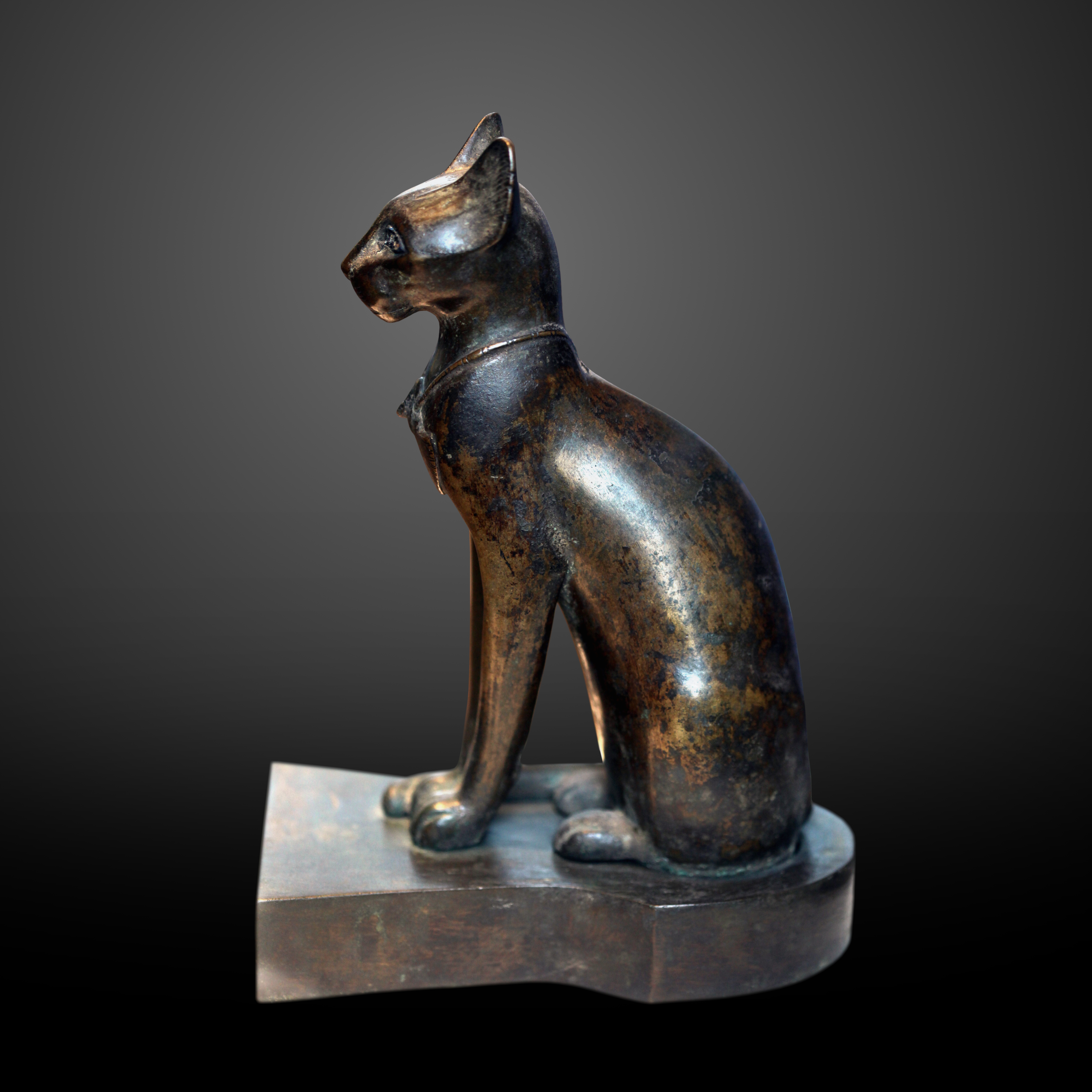
Básztet macska alakjában (Louvre, Párizs)

A görögök néha Ailurosznak hívták, ami macskát jelent, és (egyik) holdistennőjük, Artemisz változatának tekintették. Az egyiptomi és görög istenek egymásnak megfeleltetése oda vezetett, hogy Básztetet Hórusz testvérének tekintették (Hóruszt ugyanis Artemisz ikertestvérével, Apollónnal azonosították), és így Ízisz és Ozirisz lányának tartották.
Helyes kiejtés
A magyar szakirodalomban elterjedt Básztet név ebben a formájában tulajdonképpen soha nem hangzott el az ókori egyiptomiak szájából, ők Bászt néven tisztelték az istennőt. A név módosulása arra vezethető vissza, hogy az Újbirodalom kezdetén a szavak végén található -t végződés fokozatosan eltűnt, de hogy Bászt nevében megmaradjon, az írnokok rendszerint mellétoldottak egy újabb „t” betűt, így lett belőle írásban Básztet, és az egyiptomiak ettől fogva tudták, a szóvégi „t” hangot mindenképp ki kell ejteniük. (Ha ti. lehagyják és csak „bász”-t mondanak, azzal a szó hímneművé vált volna.)